# Dino De Laurentiis
Dino De Laurentiis (eredeti neve: Agostino De Laurentiis, Torre Annunziata, 1919. augusztus 8. – Los Angeles, Kalifornia, 2010. november 11.) Oscar-díjas olasz filmproducer.

## Élete
Aurelio De Laurentiis és Giuseppina Salvatore gyermekeként, Campania régióban, a Nápolyi-öbölben született.
Tanulmányait 1936-ban fejezte be az Olasz Filmfőiskolán, Rómában.
1936-ban költözött el otthonról, hogy beiratkozzon egy filmiskolába. 1938–39-ben epizodista, propagandista, segédrendező volt. 1940-ben gyártásvezető, 1941-ben produkciós igazgató lett. Megalapította a torinói Real Cinét. A második világháború alatt az olasz hadseregben szolgált. 1946-ban készítette el első filmjét, amely A bandita címet kapta. 1946–1949 között a Lux Film producereként dolgozott. 1948-ban megalapította a Farnesina Stúdiót. 1950-ben a Ponti–De Laurentiis Rt. alapítója volt Carlo Pontival. 1959-ben létrehozta a D. L. Cinematografica céget, valamint felépítette a Dinocittá filmtelepet. 1974-től Hollywoodban dolgozott. 1984-ben alapította meg a De Laurentiis Entertainment Group Inc.-t, melynek 1986–1988 között a főrészvényese volt.

## Magánélete
1949–1989 között Silvana Mangano volt a felesége. 1990-től Martha Schumacher volt a párja.

## Filmjei
- A bandita (1946)
- A kapitány lánya (1947)
- Keserű rizs (1948)
- Il brigante Musolino (1950)
- Anna (1951)
- Rendőrök és tolvajok (1951)
- Európa 51 (1952)
- Toto színesben (1952)
- Egy nap a bíróságon (1953)
- Hűtlen asszonyok (1953)
- Attila, a hunok királya (1954)
- Mambo (1954)
- Odüsszeusz (1954)
- Országúton (1954)
- Nápoly aranya (1954)
- A szép molnárné (1955)
- Háború és béke (1956)
- Cabiria éjszakái (1956)
- Guendalina (1957)
- Szélvihar (1958)
- Jovanka és a többiek (1959)
- A nagy háború (1959)
- Én szeretlek, te szeretsz (1960)
- Mindenki haza (1960)
- A siker ára (1961)
- Barabás (1961)
- Az utolsó ítélet (1961)
- Rendőrfelügyelő (1962)
- A maffia parancsára (1963)
- A szerelem órái (1963)
- Az én kis feleségem (1964)
- A halál ötven órája (1965)
- The Bible: In the Beginning... (1966)
- Közöny) (1967)
- Páratlan (1967)
- Barbarella (1968)
- Rómeó és Júlia (1968)
- Waterloo (1970)
- A Valachi papírok (1972)
- Serpico (1973)
- Halálvágy (1974)
- Casanova (1974)
- Kattant Joe (1974)
- Fordítsd oda a másik orcád is! (1974)
- Mandingo (1975)
- A Keselyű három napja (1975)
- Drum (1976)
- Buffalo Bill és az indiánok (1976)
- Ajakrúzs (1976)
- A gyilkos bálna (1977)
- A fehér bölény (1977)
- King Kong (1976)
- Kígyótojás (1977)
- Brink állása (1978)
- Hurrikán (1979)
- Flash Gordon (1980)
- Ragtime (1981)
- Conan, a pusztító (1984)
- A holtsáv (1983)
- Lázadás a Bountyn (1985)
- Macskaszem (1985)
- Dűne (1984)
- A sárkány éve (1985)
- Ezüst pisztolygolyók (1985)
- Stephen King: Maximális túlhajtás (1986)
- Az embervadász (1986)
- Kék bársony (1986)
- King Kong él (1986)
- Tai Pan (1986)
- Bűnös szívek (1986)
- Drakula özvegye (1987)
- Hálószobaablak (1987)
- Egymillió dolláros csoda (1987)
- Felnőttnevelés (1987)
- A félelem órái (1990)
- Kuffs, a zűrös zsaru (1992)
- Volt egyszer egy gyilkosság (1992)
- A tanú teste (1993)
- Bérgyilkosok (1995)
- Salamon és Sába (1995)
- Felejthetetlen (1996)
- A félelem országútján (1997)
- U–571 (1999)
- Hannibal (2001)
- A vörös sárkány (2002)
- Szűzlányok ajándéka (2007)
- Hannibal ébredése (2007)
- Az utolsó légió (2007)

## Díjai
- Ezüst Oroszlán díj (1952)
- Ezüst Szalag díj (1954)
- Oscar-díj a legjobb idegen nyelvű filmnek (1956); Országúton
- David di Donatello-díj (1957, 1961, 1966, 1968, 1971)
- Irving Thalberg-díj (2001)